# Cristina Pumplun
Cristina M. Pumplun (1965) è un missionaria olandese.
Vicaria della Chiesa Occidentale di Amsterdam, fino al 2003 è stata segretaria degli studi presso il Thomas Institute dell'Università di Tilburg, a Utrecht.
Secondo Torrell, il Thomas Instituut di Utrecht è, insieme alla Revue thomiste, il principale centro di diffusione del tomismo nell'ultimo quarto del Novecento.

## Biografia
Cristina Pumplun ha studiato lingua e letteratura tedesca alla Vrije Universiteit di Amsterdam e poi all'Università di Passavia, in Germania. La sua tesi di dottorato verteva sui testi devozionali tedeschi del XVII secolo, in particolare l'opera di Catharina Regina von Greiffenberg, ed è stata pubblicata nel '95 col titolo Begriff des Unbegreiflichen: Funktion und Bedeutung der Metaphorik in den Geburtsbetrachtungen der Catharina Regina von Greiffenberg (1633-1694) (1995).
Pamplun ha insegnato letteratura e cultura tedesca moderna dal 1995 al 2000 alla Radboud University Nijmegen e all'Università di Amsterdam. Ha anche studiato teologia alla Vrije Universiteit di Amsterdam e alla Protestantse Theologische Universiteit di Amsterdam, conseguendo il master nel 2015. Pubblica articoli, recensioni e rubriche su vari giornali e riviste di teologia e religione.